# یواس‌اس تراکستن (دی‌دی-۲۲۹)
یواس‌اس تراکستن (دی‌دی-۲۲۹) (به انگلیسی: USS Truxtun (DD-229)) یک کشتی بود که طول آن ۳۱۴ فوت ۴ ۱⁄۲ اینچ (۹۵٫۸۲ متر) بود. این کشتی در سال ۱۹۲۰ ساخته شد.